# Gérard Schivardi
Gérard Schivardi (ur. 17 kwietnia 1950 w Narbonie) – francuski polityk bezpartyjny, mer miejscowości Mailhac od 2001 roku. Francuska Partia Robotnicza popierała jego kandydaturę w wyborach na prezydenta w 2007 roku.